# Roger Nilsen
Roger Nilsen (Tromsø, 8 augustus 1969) is een voormalig Noors voetballer, die speelde als verdediger. Hij beëindigde zijn actieve loopbaan in 2003 bij de Noorse club Bryne FK, en stapte vervolgens het trainersvak in.

## Interlandcarrière
Nilsen speelde 32 interlands voor het Noors voetbalelftal in de periode 1990-2000. Onder leiding van bondscoach Egil Olsen maakte hij zijn debuut op 31 oktober 1990 in de vriendschappelijke thuiswedstrijd tegen Kameroen (6-1), net als middenvelder Øyvind Leonhardsen (Molde FK). Nilsen nam met zijn vaderland deel aan de WK-eindronde van 1994 in de Verenigde Staten, maar kwam daar niet in actie.

## Erelijst
Viking Stavanger
- Landskampioen

1991
- Beker van Noorwegen

1989
 Grazer AK
- Beker van Oostenrijk

2000
- Supercup

2000